# Hemerobius gibbus
Hemerobius gibbus är en insektsart som beskrevs av Müller 1776. Hemerobius gibbus ingår i släktet Hemerobius och familjen florsländor. Inga underarter finns listade i Catalogue of Life.